# 圣杰尔马诺-韦尔切莱塞
圣杰尔马诺-韦尔切莱塞（義大利語：San Germano Vercellese），是意大利韦尔切利省的一个市镇。总面积30平方公里，人口1785人，人口密度59.5人/平方公里（2009年）。ISTAT代码为002131。

## 友好城市
- 法國 圣日耳曼拉瓦勒